# Internet2
Das Internet2 ist ein Projekt für ein schnelleres Internet, basierend auf einem Glasfaser-Backbone, das sehr hohe Bandbreiten bietet. Es wurde 1996 von der University Corporation for Advanced Internet Development (UCAID) initiiert.
Das Netz selbst erhielt den Codenamen Abilene (in Anlehnung an die Stadt Abilene in Kansas, die als Endstation der Eisenbahn im 19. Jahrhundert zum Begriff wurde).
Ziel waren ursprünglich Übertragungsraten bis 2,48 Gbit/s und höher. Seit 2004 stehen 10 Gbit/s zur Verfügung. Beachtenswert ist, dass das Internet2 im Gegensatz zum Internet nicht aus dem militärischen Bereich entstanden ist.
Das Internet2 verband seit dem 24. April 1998 115 amerikanische Universitäten und Forschungseinrichtungen. Im Jahr 2011 waren es mehr als 300 Institutionen. Nach eigenen Angaben hat Internet2 im Jahr 2020 fast 500 US-amerikanische Mitglieder und 70 internationale Partnernetzwerke.
1999 unterzeichneten auch deutsche, französische, italienische und britische Partnerorganisationen ein Memorandum of Understanding mit der UCAID, um Anschluss ans Internet2 zu erhalten. Am 30. Juni 2000 wurde das deutsche Internet2 eingeführt. Das so genannte G-WiN bestand größtenteils aus 10-GBit-Leitungen und verband über 500 deutsche Universitäten und Forschungseinrichtungen. Es wurde vom Verein zur Förderung eines Deutschen Forschungsnetzes e. V. (DFN-Verein) betrieben. 2006 wurde sein Nachfolger, das schnellere X-WiN in Betrieb genommen, das ebenfalls vom DFN-Verein betrieben wird. Im X-WiN sind Geschwindigkeiten von über 1.000 Gbit/s (1 Terabit/s) erreichbar.
Internet2 ist eine physische Kommunikationsstruktur und bezeichnet kein explizites Internet Protocol, es können sowohl IPv4 als auch IPv6 darauf genutzt werden.
2004 erreichte das Team um Professor Steven Low einen neuen Durchsatzrekord von über 101,1 Gbit/s auf der Strecke zwischen Los Angeles und Pittsburgh, nachdem dasselbe Team schon ein Jahr zuvor den damaligen Rekord von 23,2 Gbit/s aufgestellt hatte.
2007 wurde eine 100-Gigabit/s-Verbindung von der West- zur Ostküste der USA in Betrieb genommen. Zu den wichtigsten Stationen gehören Washington, Chicago, Kansas City, Salt Lake City und Seattle. Zudem wurde ein Ring von Washington nach Atlanta sowie von Atlanta nach Kansas City gebaut. Hauptakteure beim Aufbau sind Level 3 Communications sowie das Global Research Network Operation Center (GRNOC) der Indiana University. Als Teilnehmer (Forschungsinstitut auf der Route) kann man sich mit 51 MBit/s bis 10 Gbit/s mit dem Backbone verbinden. Das Standard-Internet wurde von den Forschern im Jahr 2007 im Vergleich zu Internet2 als „Post zweiter Klasse“ bezeichnet. In Deutschland ist ein Anschluss mit bis zu 100 Gigabit/s möglich.